# George Stephen West

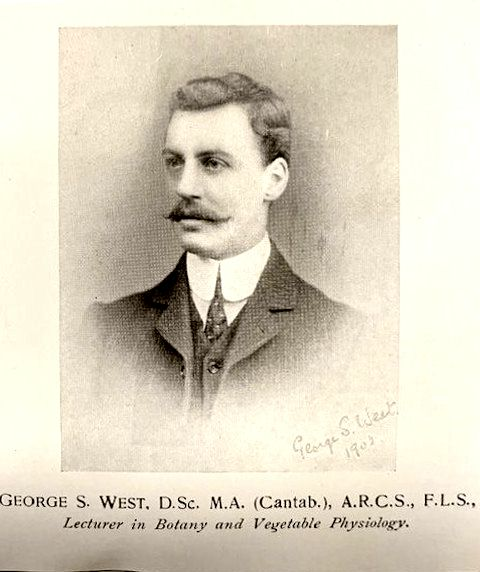
George Stephen West (1902)

George Stephen West (* 20. April 1876 in Bradford; † 7. August 1919) war ein britischer Botaniker (Algenkundler). Sein offizielles botanisches Autorenkürzel lautet „G.S.West“.

## Leben
West war der Sohn des Botanikers William West. Er studierte am Bradford Technical College, am Royal College of Science in London und an der University of Cambridge (St. John´s College). Er lehrte am Royal Agricultural College und später als Professor an der University of Birmingham. Er starb an Lungenentzündung in Folge der Grippeepidemien zur Zeit des Ersten Weltkriegs.
Wie sein Vater war er Spezialist für Süßwasser-Algen und er publizierte mit ihm auf diesem Gebiet, zum Beispiel eine vierbändige Monographie über Zieralgen (Desmidiaceae) für die Ray Society. Eine Monographie über britische Süßwasseralgen wurde von Felix Eugen Fritsch fortgesetzt und 1927 veröffentlicht.
Sein Bruder William West junior (1875–1901) war ebenfalls Botaniker, starb aber jung in Indien.

## Ehrungen
Nach ihm und nach William West (1848–1914) benannt sind die Algengattungen Westiella Borzi und Westiellopsis M.Janet.

## Schriften
- mit William West: A monograph of the British Desmidiaceae, 4 Bände, Ray Society 1904, 1905, 1908, 1912